# Gangawati
Gangawati is een dorp in het district Koppal van de Indiase staat Karnataka. 

## Demografie
Volgens de Indiase volkstelling van 2001 wonen er 93.249 mensen in Gangawati, waarvan 51% mannelijk en 49% vrouwelijk is. De plaats heeft een alfabetiseringsgraad van 57%. 